# Indo-Scythen
De Indo-Scythen waren Sakische stammen die in de 1e eeuw v.Chr. vanuit Centraal-Azië het Indisch subcontinent binnenvielen en tot de 4e eeuw AD een belangrijke rol in de geschiedenis van Zuid-Azië speelden. De Saken maakten deel uit van de Scythisch-Siberische wereld en worden daarom ook als Scythen aangeduid.
Tussen de 1e eeuw v.Chr. en 1e eeuw n.Chr. werd een groot gebied in het noordwesten van Zuid-Azië geregeerd door waarschijnlijk boeddhistische Indo-Scythische koningen. De eerste van deze koningen was Maues (rond 85 v.Chr.). De Indo-Scythische heersers kwamen in de plaats van Indo-Griekse heersers, die op hun beurt een eeuw eerder het noordwesten van India hadden veroverd. Onder Azes I veroverden de Indo-Scythen een groot deel van het noorden van India. Desondanks was waarschijnlijk geen sprake van een centralistisch geregeerd rijk, maar een losse confederatie van stammen en leiders.
Het Indo-Scythische rijk werd aan het einde van de 1e eeuw AD opgevolgd door twee nieuwe groepen invallers, de Indo-Parthen en Kushana. Een lokale dynastie van oorspronkelijk Indo-Scythische heersers, de westelijke satrapen, bleef tot het einde van de 4e eeuw het gebied rond Gujarat, Saurashtra, Malwa en grote delen van het huidige Rajasthan en Madhya Pradesh regeren.

## Geschiedenis

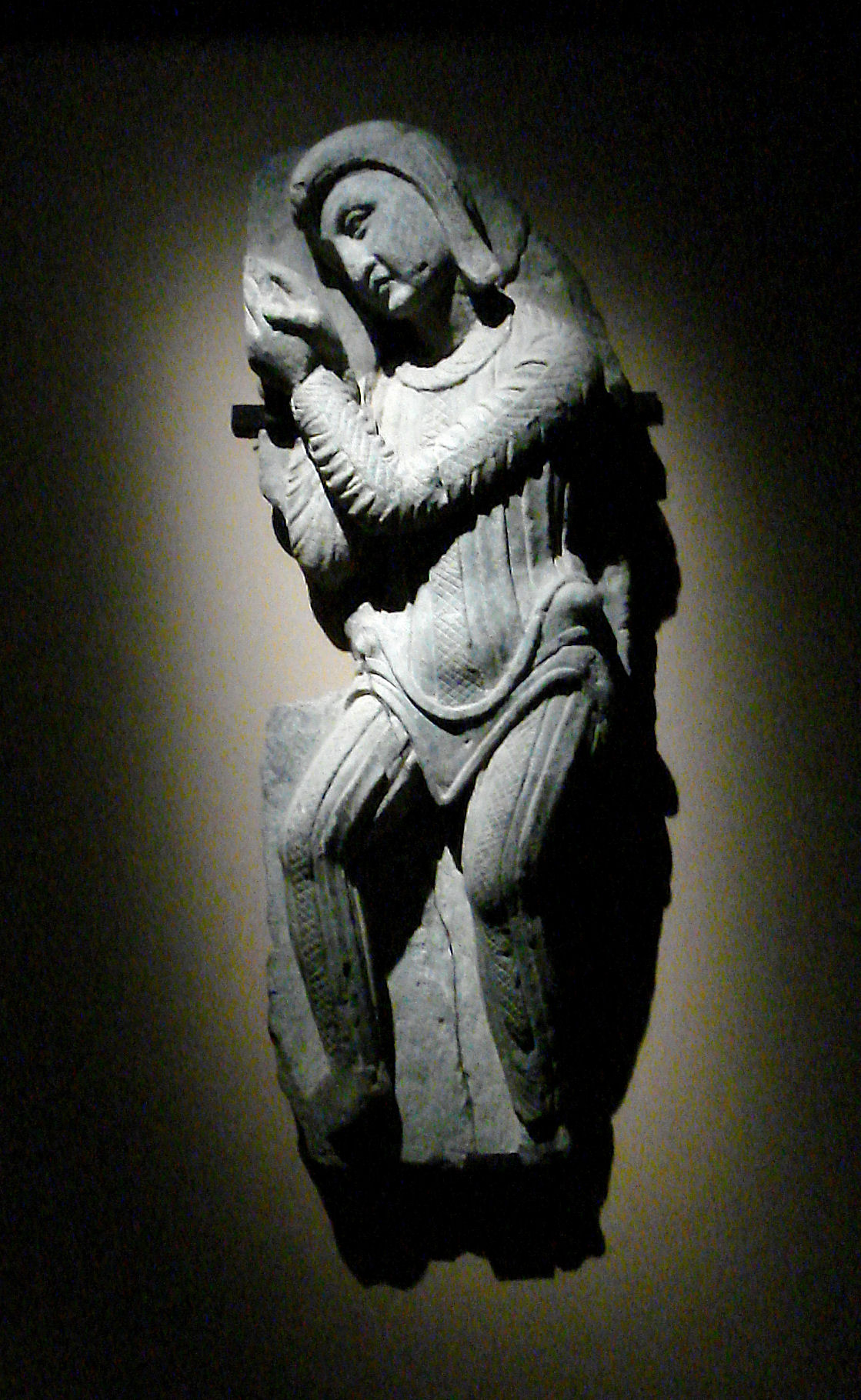
Biddende Indo-Scyth, 1e eeuw v.Chr., stoepa van Butkara, in Swat

### Oorsprong
In Indische en Westerse bronnen uit die tijd is niets te vinden over de oorsprong van de Indo-Scythen. Chinese bronnen vermelden dat een volk dat Yuezhi genoemd werd na een nederlaag tegen de Xiongnukeizer Modu Chanyu vanuit hun oorspronkelijke woonplaats ten noorden van de Qilian Shan naar het westen vluchtte. Daarbij schijnen ze een domino-effect te hebben gehad op de nomadische volkeren in het Tarimbekken en Centraal-Azië, waardoor een grote volksverhuizing op gang kwam.
Tijdens deze volksverhuizing verhuisden Scythische (Iraanse) volkeren, in India Shaka's genoemd, naar het zuiden. Volgens de Hanshu zouden de Yuezhi een volk dat Sai (塞) genoemd wordt naar het zuiden verdreven hebben. De naam Sai wordt geïdentificeerd met de Saken.
Deze Scythische invallers brachten rond 145 v.Chr. in Bactrië en Sogdië het einde van het Grieks-Bactrisch rijk teweeg. Ze vestigden zich vervolgens in Bactrië, waar ze volgens de Chinese ambassadeur Zhang Qian, die het gebied rond 126 v.Chr. bezocht, zowel de Grieken als Yuezhi tot vazallen maakten. Deze Bactrische Scythen veroverden tussen 138 en 124 v.Chr. gebied op de Parthen verder naar het westen.
De Scythen veroverden vanuit Bactrië de gebieden ten zuiden van de Hindoekoesj, die naar hen Sakastan en Sistan genoemd worden. In de 1e eeuw v.Chr. wordt hun aanwezigheid in dit gebied, tussen de Indo-Griekse steden in het oosten en het door de Parthen bestuurde Arachosia in het zuiden, gemeld door de Griekse schrijver Isodoros van Charax.

### Indo-Scythisch rijk

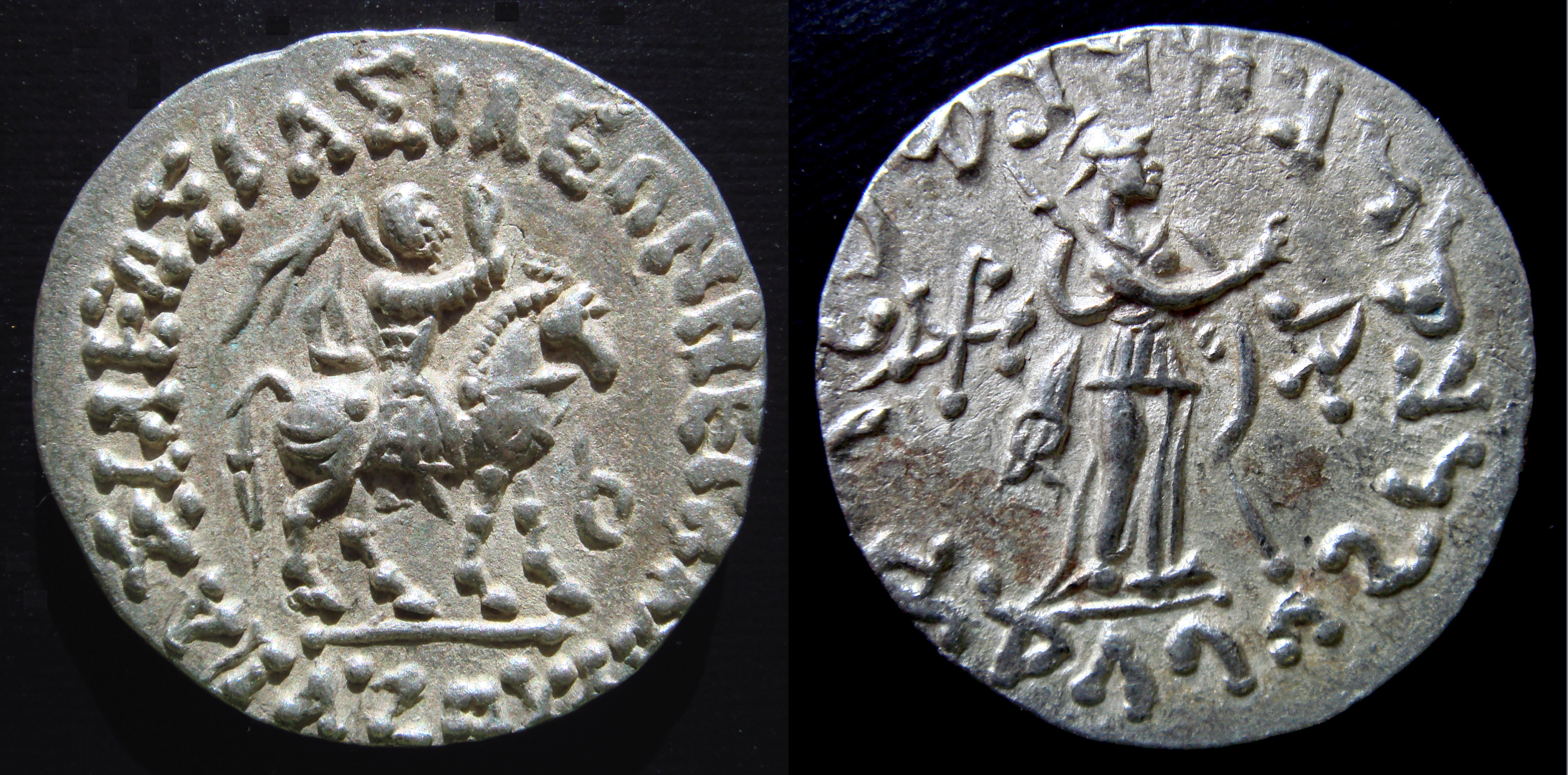
Zilveren munt van de Indo-Scythische koning Azes I (57 - 35 v.Chr.). Op de voorzijde Grieks, op de achterzijde Kharosthi-schrift

Vanuit Sakastan trokken Scythische groepen aan het begin van de 1e eeuw v.Chr. verder naar het zuidoosten om daar de laatste Indo-Griekse vorsten te vervangen. Hoe dit precies gebeurde is onduidelijk. Aanvankelijk lijken de Indo-Scythen de lokale Indo-Griekse heersers erkend te hebben. Mogelijk was sprake van een gewelddadige machtsovername, maar het kan ook zijn dat de nieuwkomers zich onder de lokale bevolking vestigden en er geleidelijk mee versmolten. Daarop wijst bijvoorbeeld het feit dat veel Indo-Scythische heersers dezelfde motieven op hun munten gebruikten als hun Indo-Griekse voorgangers. Enkele Griekse heersers bleven ook lokaal aan de macht als vazallen van de Indo-Scythen, maar met een eigen muntslag.
De eerste Indo-Scythische koning, Maues, bestuurde rond 85 v.Chr. een groot gebied dat daarvoor onder Indo-Griekse vorsten viel. Het centrum van dit rijk lag in Gandhara; Maues' hoofdstad was Sirkap vlak bij Taxila. Hij had echter geen invloed over de Indo-Griekse heersers ten oosten van de Jhelum en na zijn dood werd zijn rijk waarschijnlijk opgedeeld onder verschillende Indo-Griekse vorsten.
In 55 v.Chr. wist een Indo-Scythische heerser opnieuw een groot rijk te veroveren. In dat jaar versloeg koning Azes I de Indo-Griekse vorst Hippostratos, die het noordwesten van de Punjab regeerde. De Indo-Scythen rukten verder op naar het oosten om de streek rondom Mathura te veroveren op de Kanvadynastie van Magadha. De Indo-Scythische heersers van het gebied rond Mathura worden wel de noordelijke satrapen genoemd, ter onderscheid met de westelijke satrapen, die het gebied rond Sistan, Malwa en Gujarat bestuurden. De belangrijkste Indo-Scythische heerser van Mathura was Rajuvula, die rond 10 n.Chr. de laatste Indo-Griekse koning Strato II versloeg en diens hoofdstad Sagala (tegenwoordig Sialkot) innam.
Ondertussen was een nieuwe groep, de Indo-Parthen (in Indische bronnen Pahlava's genoemd), vanuit het westen de Indusvlakte binnengedrongen. Rond het jaar 0 onderwierp de Indo-Parthische koning Gondophares de Indo-Scythen. De Kushana, een van de vijf stammen van de Yuezhi die zich in Bactrië gevestigd hadden, vielen in de loop van de 1e eeuw n.Chr. vanuit het noorden binnen. Zij vestigden een rijk rondom Taxila. In het noorden en oosten waren de Indo-Scythen halverwege de 1e eeuw vazallen van de Indo-Parthen of Kushana's geworden.

### Westelijke satrapen

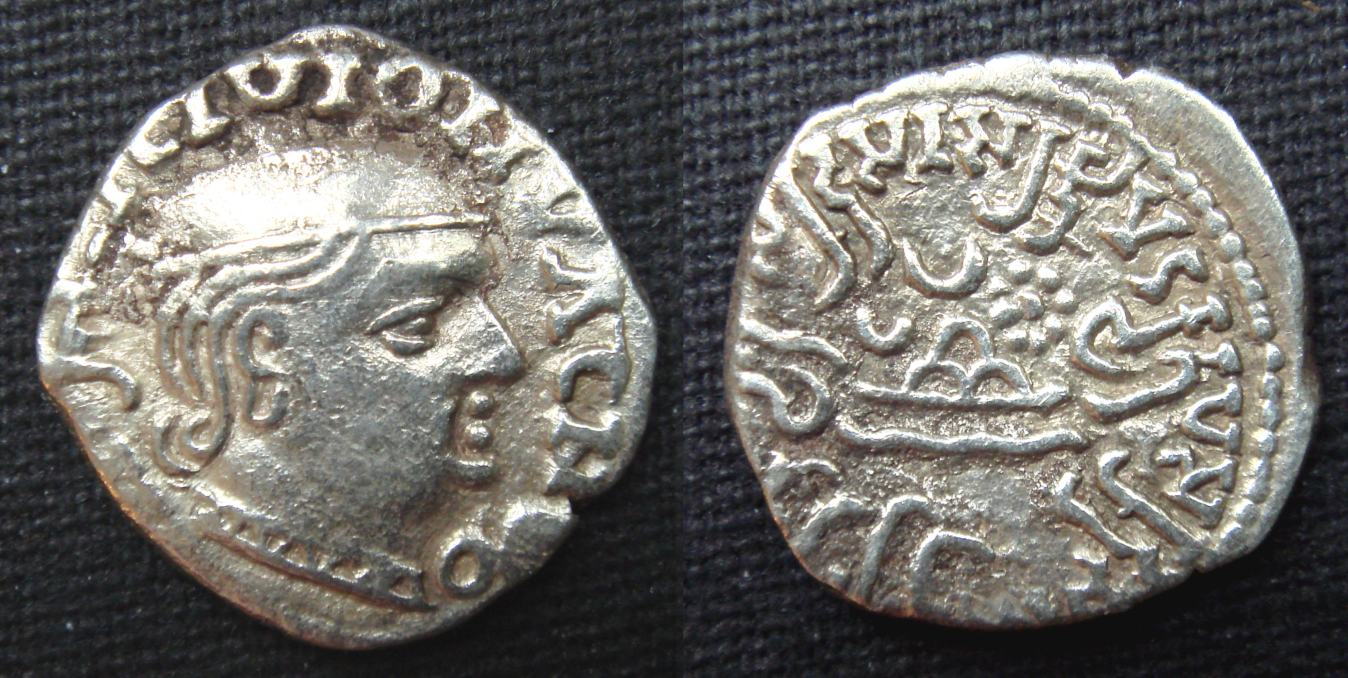
Zilveren munt van koning Rudrasena I (±200 - 222 n.Chr.) van de westelijke satrapen

De westelijke satrapen bleven tot de 5e eeuw het gebied van het zuiden van de huidige provincie Sindh, Gujarat, Saurashtra en aangrenzende gebieden besturen. Koning Nahapana wist tussen 41 en 46 n.Chr. de Konkan tot aan het huidige Poona en het gebied rond de stad Ujjain te veroveren op de verder naar het zuiden heersende Satavahana's. Zijn naam wordt genoemd in de Periplus Maris Erythraei, waardoor bekend is dat de Westelijke Satrapen handel dreven met het Middellandse Zeegebied. Ook Claudius Ptolemaeus noemt de westelijke satrapen en geeft een korte beschrijving van hun rijk.
Mogelijk werd koning Chastana (rond 78 n.Chr.) als vazal of bondgenoot gezien door de Kushana, omdat in de stad Ujjain een beeld van hem naast een beeld van de Kushanakoning Kanishka (127 - 151 n.Chr.) gevonden is.
Koning Rudradaman I voerde opnieuw succesvol oorlog tegen de Satavahana's. De rivaliteit tussen de Satavahana's en Westelijke Satrapen kwam pas aan het begin van de 3e eeuw ten einde, met het uiteenvallen van het Satavahanarijk.
In het westen werden de westelijke satrapen aan het einde van de 3e eeuw door de Sassaniden uit Sistan verdreven. De laatste Indo-Scythische heerser, Rudrasimha III, werd rond 395 n.Chr. door de Guptakoning Chandragupta II onderworpen.
Desondanks werd de naam Shaka's nog tot in de 10e eeuw voor bepaalde stammen in het noorden van India gebruikt.